# 寂しい丘で狩りをする
『寂しい丘で狩りをする』（さびしいおかでかりをする）は、辻原登による長編小説。『群像』（講談社）2013年1月号から11月号まで連載され、2014年に単行本化された。2022年4月よりテレビ東京でドラマ化。
著者の辻原が、1997年（平成9年）に発生したJT女性社員逆恨み殺人事件から着想を得て執筆した小説である。

## 書誌情報
辻原登『寂しい丘で狩りをする』
- 単行本：2014年3月26日発売、講談社、ISBN 978-4-06-218856-2[2]
- 文庫本：2016年6月15日発売、講談社、講談社文庫、ISBN 978-4-06-293421-3[5]

## テレビドラマ
2022年4月23日（22日深夜）より6月11日（10日深夜）まで、毎週土曜（金曜深夜）の1時53分 - 2時23分にテレビ東京で放送。主演は倉科カナ。

### キャスト
桑村みどり
演 - 倉科カナ
イビサ・レディス探偵事務所に在籍する優秀な探偵。ストーカー被害に遭った際に相談した探偵事務所の所長にスカウトされ探偵になった。
敦子から押本のことを調べるよう依頼を受ける。調査終了後も敦子を心配し、個人的に押本の調査を続ける。
野添敦子
演 - 久保田紗友
図書館司書。7年前の暴行事件の被害者。
押本に仕返しされることを恐れ、イビサ・レディス探偵事務所に調査を依頼する。
久我健二郎
演 - 竹財輝之助
国際的カメラマン。みどりの元交際相手。資産家の息子で親が亡くなったことで全ての遺産を相続している。
イタリアで賞を取り写真家としての地位を確立するが、日本にいた頃は人間関係でトラブル続きで仕事を干されていた。
みどりに異常なまで執着している。
押本忠夫
演 - 丸山智己
7年前の暴行事件の加害者。
警察に被害届を出した敦子を逆恨みし、出所後、敦子の居場所を探し出し脅迫する。
遠山大輔
演 - 黒羽麻璃央
敦子が勤める図書館の同僚。敦子に恋心を抱いている。
畑中愛
演 - 祷キララ
イビサ・レディス探偵事務所の事務員。
安田悟
演 - 忍成修吾
神奈川県警青葉中央署の刑事。
田中明日香
演 - 瀬戸さおり
神奈川県警青葉中央署の刑事。
桂光子
演 - 藤田弓子
7年前に押本の公判を担当した弁護士。
浅野龍平
演 - 平山浩行
神奈川県警青葉中央署の刑事。みどりの婚約者。何度も署長賞を受賞している優秀な刑事。
みどりの異変にいち早く気づき、その身を案じている。
岡庭正
演 - 高橋英樹
イビサ・レディス探偵事務所の所長。依頼に来たみどりに探偵としての才能を見出し、スカウトする。

### スタッフ
- 原作 - 辻原登（講談社文庫「寂しい丘で狩りをする」 講談社刊）
- 脚本 - 政池洋佑、今西祐子
- 音楽 - 若林タカツグ
- 主題歌 - 「HIBANA」krage（ソニー・ミュージックレーベルズ）
- 音楽協力 - テレビ東京ミュージック
- サウンドデザイン - 石井和之
- アクション - 近藤知行（助手：田端千聖）
- プロデューサー - 山鹿達也、川村庄子（テレビ東京）、黒川浩行（ユニオン映画）、宮田幸太郎（スタジオブルー）
- 監督 - 萩生田宏治、権野元、毛利安孝
- 制作協力 - ユニオン映画、スタジオブルー
- 製作著作 - テレビ東京

### 放送日程
| 各話   | 放送日  | サブタイトル | 脚本     | 監督       |
| ------ | ------- | ------------ | -------- | ---------- |
| 第1話  | 4月23日 | 再会         | 政池洋佑 | 萩生田宏治 |
| 第2話  | 4月30日 | 執着         | 政池洋佑 | 萩生田宏治 |
| 第3話  | 5月07日 | 恐怖         | 政池洋佑 | 萩生田宏治 |
| 第4話  | 5月14日 | 決断         | 政池洋佑 | 萩生田宏治 |
| 第5話  | 5月21日 | 反撃         | 今西祐子 | 毛利安孝   |
| 第6話  | 5月28日 | 悪魔         | 政池洋佑 | 権野元     |
| 第7話  | 6月04日 | 地獄         | 政池洋佑 | 権野元     |
| 最終話 | 6月11日 | 希望         | 政池洋佑 | 権野元     |

### 放送局
| 放送期間                | 放送時間           | 放送局       | 対象地域   | 備考   |
| ----------------------- | ------------------ | ------------ | ---------- | ------ |
| 2022年4月23日 - 6月11日 | 土曜 1:53 - 2:23   | テレビ東京   | 関東広域圏 | 製作局 |
| 2022年6月14日 - 8月9日  | 火曜 0:55 - 1:25   | 青森テレビ   | 青森県     |        |
| 2022年6月18日 - 8月6日  | 土曜 23:30 - 24:00 | テレビ和歌山 | 和歌山県   |        |

| テレビ東京 土曜 1:53 - 2:23（金曜深夜）                             | テレビ東京 土曜 1:53 - 2:23（金曜深夜）                                | テレビ東京 土曜 1:53 - 2:23（金曜深夜）                       |
| 前番組                                                              | 番組名                                                                 | 次番組                                                        |
| ------------------------------------------------------------------- | ---------------------------------------------------------------------- | ------------------------------------------------------------- |
| テレ東卓球塾はじめます （2022年2月5日 - 3月26日） - ※スポーツ番組。 | 寂しい丘で狩りをする （2022年4月23日 - 6月11日） - ※本番組のみドラマ枠 | 神クズ☆アイドル （2022年7月2日 - 9月3日） - ※ここからアニメ枠 |